# Váradi Katalin
Váradi Katalin (Budapest, 1948. január 8. – 2015. szeptember 24.) karmester, zongoraművész és -tanár. Női dirigensként úttörő volt Magyarországon. Hosszú időn át a Fővárosi Operettszínház klasszikus repertoárjának „gondozója”, majd jelentős szerepet vállalt a miskolci operajátszás újjászervezésében.

## Élete
A Zeneakadémián 1967-től Wehner Tibornál tanult zongorázni, 1969 és 1973 között Kórodi András növendékeként elvégezte a karmesterképzőt.
1972-ben kezdett tanítani a Bartók Béla Konzervatóriumban, 1975 és ’77 között a Zeneakadémián volt óraadó. Az oktatással párhuzamosan 1973-tól az Operaházban dolgozott vezénylő korrepetitorként. 1980-ban Vámos László hívására a Fővárosi Operettszínház tagja lett, ahol főként a klasszikus repertoár műveit dirigálta, 1984-től első karmesterként. 1988-ban mutatták be Szép primadonna, csodál a világ című, saját koncepciója alapján örökzöldekből készült estjét. Évekig vezette a Tatabányai Szimfonikus Zenekart is.
Fővárosi állását feladva, 2004-ben a Miskolci Nemzeti Színházhoz szerződött, ahol 2009-től már az intézmény zeneigazgatója volt egészen 2012-es elbocsájtásáig. A borsodi megyeszékhely színházánál jelentős zenekarnevelő tevékenységet folytatott, vezetésével ismét nívós operaelőadások tartottak a városban. Miskolc után Pécsett, Szegeden, Veszprémben és Zalaegerszegen vezényelt operett- és musicalelőadásokat. 2014-ben autóbalesetet szenvedett, de néhány hónap kihagyás után ismét dirigált.
Rendszeresen vezényelt az Operettszínház külföldi turnéin, önállóan 2001-től visszajáró vendége volt a japán operettbarát társaságnak. Az ázsiai szigetországban operastúdióban is tanított. Pianistaként a belgrádi szonátaversenyen I. helyet, karmesterként a sanremói Gino Marinuzzi emlékversenyen VI. helyet ért el, és három különdíjat kapott.

## Vezénylései
- Bizet: Carmen
- Jerry Bock: Hegedűs a háztetőn
- Csajkovszkij: Jevgenyij Anyegin
- Csajkovszkij: A diótörő
- Dés László: Valahol Európában
- Umberto Giordano: André Chénier
- Huszka Jenő: Gül baba
- Jávori Ferenc: Menyasszonytánc
- Kálmán Imre: A cirkuszhercegnő
- Kálmán Imre: Csárdáskirálynő
- Kálmán Imre nyomán: Te rongyos élet
- Kodály Zoltán: Háry János
- Lajtai Lajos: A régi nyár
- Lehár Ferenc: A mosoly országa
- Lehár Ferenc: A víg özvegy
- Leoncavallo: Bajazzók
- Mascagni: Parasztbecsület
- Mozart: Szöktetés a szerájból
- Mozart: Così fan tutte
- Offenbach: Eljegyzés lámpafénynél (tévéváltozat)
- Offenbach: Hoffmann meséi
- Cole Porter: Kánkán
- Puccini: Bohémélet
- Puccini: Pillangókisasszony
- Richard Rodgers: A muzsika hangja
- Rossini: A sevillai borbély
- Claude-Michel Schönberg: A nyomorultak
- Johann Strauss d. S.: A denevér
- Stravinsky: A katona története
- Szirmai Albert: Mágnás Miska

## Díjai, elismerései
- 2009 – Hevesi Sándor-díj
- 2012 – Déryné-díj